# Geocaryum peloponesiacum
Geocaryum peloponesiacum là một loài thực vật có hoa trong họ Hoa tán. Loài này được Engstrand mô tả khoa học đầu tiên năm 1977.